# Tom Buckingham
Tom Buckingham (né le 25 février 1895 à Chicago, mort le 7 septembre 1934 à Los Angeles) est un acteur et réalisateur américain.
Il a réalisé 48 films entre 1920 et 1932, parfois sous le nom de Thomas Buckingham.

## Filmographie partielle
- 1917 : The Maternal Spark de Gilbert P. Hamilton (directeur de la photo)
- 1918 : The Reckoning Day de Roy Clements (acteur)
- 1920 : Laughing Gas
- 1922 : Golf
- 1922 : The Agent (en)
- 1924 : Arizona Express (en)
- 1924 : The Cyclone Rider (en)
- 1925 : Forbidden Cargo (en)
- 1926 : Ladies of Leisure (en)
- 1927 : Land of the Lawless
- 1928 : Crashing Through (en)
- 1932 : Cock of the Air (en)
- 1934 : Mariage secret (The Secret Bride) de William Dieterle : (scénario)
- 1934 : C'était son homme (He Was her Man) de Lloyd Bacon : (scénario)